# Församlingssångbok
Församlingssångbok skrevs med två versaler i den fullständiga titeln Församlings-Sångbok: andeliga sånger för gemensam och enskild uppbyggelse när den gavs ut 1878. Den omfattar 390 sidor med sångtexter, som förläggaren Per Palmqvist uppdrog åt Erik Nyström att sammanställa i en ny sångbok som skulle kunna användas som efterföljare till Pilgrims-Sånger i både baptistiska kretsar och andra frikyrkor.
Nyström fick uppdraget för sina tidigare produktioners skull men då det visade sig att han inte ägde rättigheterna till sina tidigare översättningar gjorde han nya översättningar av de så kallade Sankeys sånger som publicerades i detta verk. Baptisterna visade dock inget intresse för sångerna och samma ointresse för boken följde hos de nya sammanslutningarna av Svenska Missionsförbundet, varför boken kom att få väldigt liten spridning.
Året därpå 1879 utgavs Melodier till Församlings-sångbok, som bara omfattar 164 sidor då samma melodi används för flera texter.